# Aleksandrów (gmina Kleszczów)
Aleksandrów – wieś w Polsce położona w województwie łódzkim, w powiecie bełchatowskim, w gminie Kleszczów.
W latach 1975–1998 miejscowość należała administracyjnie do województwa piotrkowskiego.